# Rájec-Jestřebí (stacja kolejowa)
Rájec-Jestřebí – stacja kolejowa w miejscowości Rájec-Jestřebí, w kraju południowomorawskim, w Czechach. Znajduje się na linii kolejowej nr 260 Brno - Česká Třebová, na wysokości 290 m n.p.m.

## Linie kolejowe
- 260: Brno - Česká Třebová